# Миколаївський академічний художній драматичний театр
Миколаївський академічний художній драматичний театр — україномовний театр в місті Миколаїв.

## Будівля

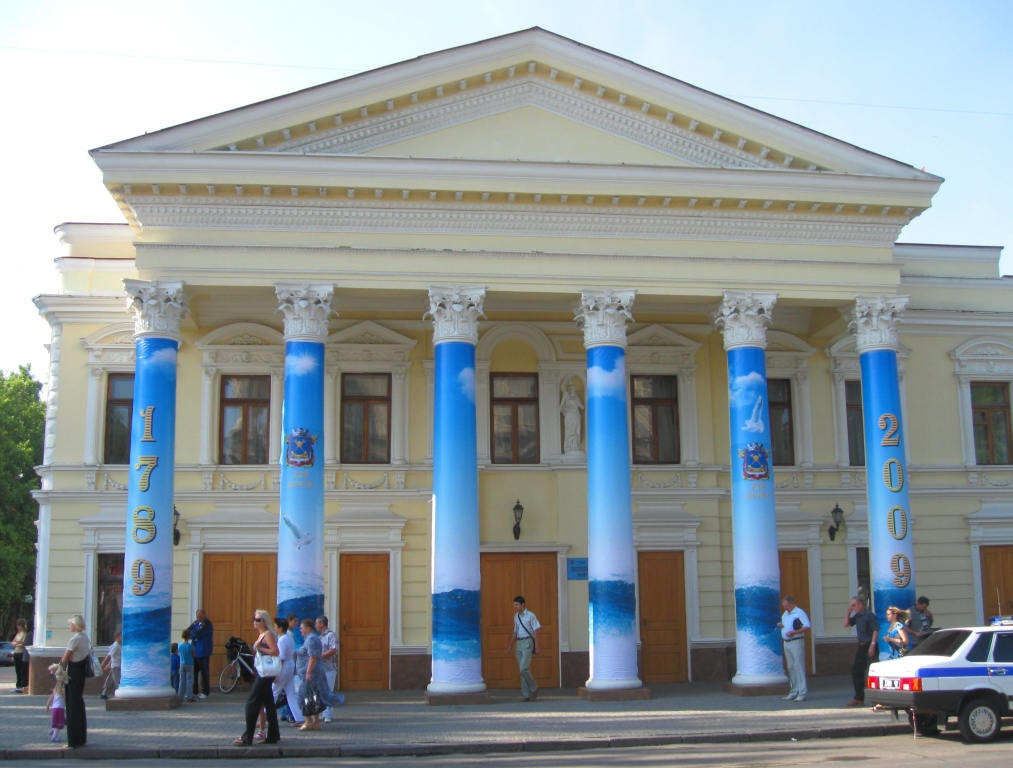

Власник готелю «Золотий Якір» Карл Іванович Монте 1881 року збудував на розі вулиць Різдвяної (нині Лягіна) і Адміральської театр за проєктом архітектора Брусницького. Будівля театру є пам'яткою архітектури.

## Розташування
Театр розташований в історичній частині Миколаєва на розі вулиць Нікольської, Адміральської та Лягіна. Адреса: 54001, м. Миколаїв, вул. Нікольська, 50.

## Історія

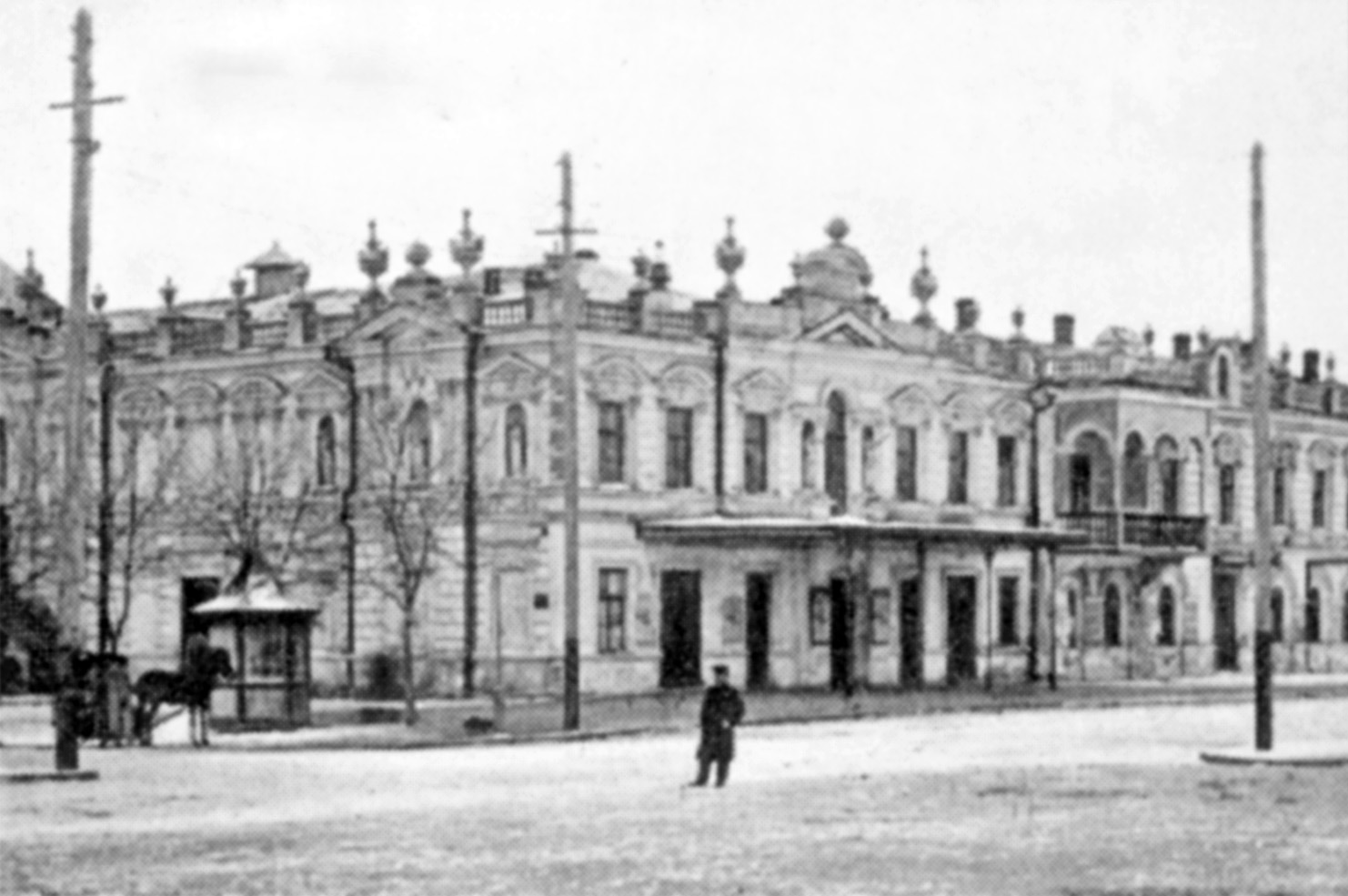
Театр Шеффера в кінці XIX століття

Творчий колектив було створено 1922 року в Луганську російським актором і режисером Григорієм Свободіним. Це був перший російський театр, що виник у республіці в післяреволюційний період.
12 років трупа мала статус пересувного театру під назвою «Шахтарка Донбасу». Діяльність театру мала широкий резонанс, у 1927 році московський журнал «Современный театр» відзначав «Шахтарку Донбасу» як «найсерйозніший з російських драматичних театрів України». Незабаром колектив отримав право писати у своїх афішах — «Художній театр України».
У 1934–1935 роках театр стає стаціонарним і розташовується в Миколаєві. У 1939 році «за численними побажаннями трудящих» театру було надане ім'я льотчика Валерія Чкалова (цю назву театр носив до 1994 року).
Театр відмітив своє 85-річчя у 2019 році, та приурочив до дати проведення XI Театрального фестивалю міжнародного Чорноморського клубу «Homo Ludens» («Людина, що грає»).

### Російське вторгнення в Україну

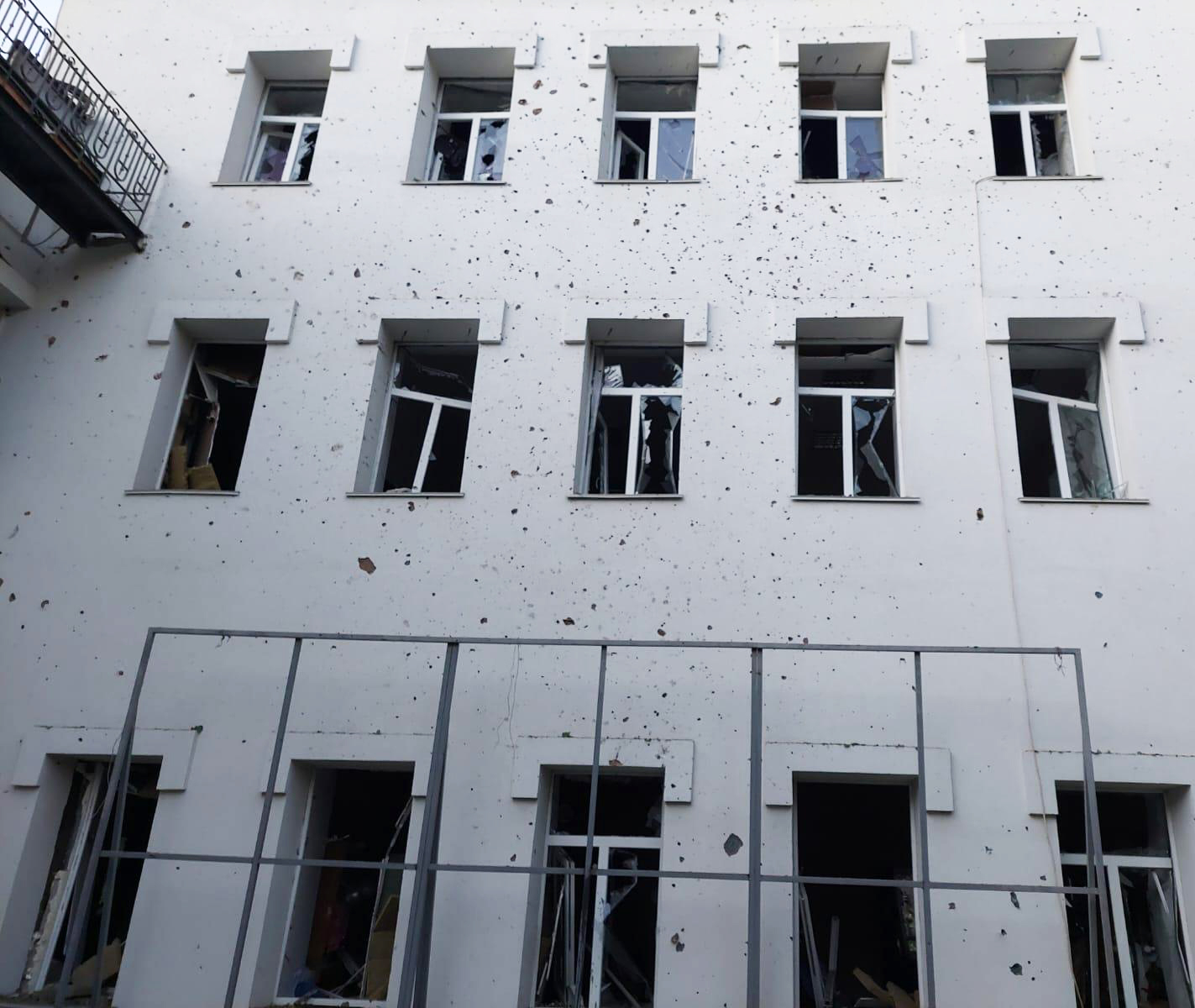
Наслідки російського обстрілу театру

В день повномасштабного вторгнення Росії в Україну, 24 лютого 2022 року, рішенням колективу з назви було забрано «російський». Першим кроком стало оновлення назви інтернет-ресурсів театру. В процесі підготовки документи для юридичної фіксації змін органом управління та депутатами обласної ради.
В ніч на 22 вересня 2022 року будівля була пошкоджена зовні і всередині російським обстрілом міста. Зруйновано театральний скверик.

## Директори
- 1997 — 2017 — Микола Кравченко
- з 2017 — Артем Свистун

## Нагороди
- Колектив театру удостоєний Почесної Грамоти Президії Верховної Ради України.

## Актори
- Беркун Ілля Мойсейович (1903—1964).
- Борщов Дмитро Васильович (1924—2008) — народний артист Української РСР, працював у театрі з 1993 року.
- Вербець Альберт Васильович — заслужений артист України, працював у театрі з 1975 року.
- Іванов Павло Іванович — народний артист Української РСР, працював у театрі з 1952 року.
- Квасенко Алла Володимирівна (1918-?) — народний артист Української РСР, працювала в театрі з 1946 року.
- Кравченко Олександр Іванович (1949—2023) — народний артист України, працював у театрі 1977—1982 роках.
- Лагошняк Сталіна Василівна (1939—2022) — Заслужена артистка України (1996). Працювала у театрі у 1969—2022 роках.
- Остафійчук Василь Георгійович (1957) — народний артист України.
- Троянова Ніна Петрівна (1937—1986) — народна артистка УРСР. Працювала у театрі у 1960—1986 роках.